# كورتني هنت
كورتني هنت (بالإنجليزية: Courtney Hunt)‏ (و. 1964 – م) هي كاتبة سيناريو"Great Barrington Film Festival transforms a town, a season - The Boston Globe". مؤرشف من الأصل في 2019-12-08."Movie review: 'Frozen River' - SFGate". مؤرشف من الأصل في 2017-12-06.، ومخرجة سينمائية، وكاتِبة"Melissa Leo puts her real face forward - The Boston Globe". مؤرشف من الأصل في 2019-12-08."NBC Says Hillary Clinton Miniseries Might Never Go To Production - Yahoo! TV". مؤرشف من الأصل في 2013-08-27."'Made in Dagenham,' Not Made in Hollywood - NYTimes.com". مؤرشف من الأصل في 2011-12-19.، من الولايات المتحدة الأمريكية"Xan Brooks on how Sin Nombre and Frozen River represent a new kind of western". مؤرشف من الأصل في 2016-04-12.، ولدت في ممفيس، تينيسي"Courtney Hunt". مؤرشف من الأصل في 2016-04-28..

## التعليم
تعلمت في كلية سارة لورانس.

## جوائز وترشيحات
حصلت على جوائز منها:
- Grand Jury Prize Dramatic [الإنجليزية]‏، عن عمل: Frozen River [الإنجليزية]‏ (2008).

ترشحت لـ:
- جائزة الروح المستقلة لأفضل مخرج، عن عمل: Frozen River [الإنجليزية]‏ (2009)
- جائزة الروح المستقلة لأفضل أول سيناريو [الإنجليزية]‏، عن عمل: Frozen River [الإنجليزية]‏ (2009)
- جائزة ساتالايت لأفضل سيناريو أصلي [الإنجليزية]‏، عن عمل: Frozen River [الإنجليزية]‏ (2008)
- جائزة الأوسكار لأفضل كتابة "سيناريو أصلي"، عن عمل: Frozen River [الإنجليزية]‏.

## وصلات خارجية
- كورتني هنت على موقع IMDb (الإنجليزية)
- كورتني هنت على موقع قاعدة بيانات الأفلام العربية
- كورتني هنت على موقع ألو سيني (الفرنسية)
- كورتني هنت على موقع أول موفي (الإنجليزية)
- كورتني هنت على موقع قاعدة بيانات الأفلام السويدية (السويدية)
- كورتني هنت على موقع قاعدة بيانات الفيلم (الإنجليزية)
- كورتني هنت على موقع كينوبويسك (الروسية)